# Fritz Walther
Fritz August Walther (24 de março de 1889 Zella-Mehlis, Alemanha — 1966), foi um importante designer alemão de armas de fogo.

## Projetos

### O início
Fritz Walther foi o criador dos seguintes modelos de pistolas: o "Modell 1" (1908); o "Modell 2" (1909); o "Modell 3" e o "Modell 4" (1910), todos no calibre 6.35 mm.«Waffenfabrik Carl WALTHER, Zella-Mehlis / Thüringen» (em inglês). The vestpocket-Pistols-Collector. Consultado em 16 de junho de 2020

### A Primeira Guerra Mundial
A Primeira Guerra Mundial demandou muito serviço da fábrica que Fritz Walther já estava liderando na prática, o que em 1914, se tornou oficial. Em 1915 Fritz liberou para produção o "Modell 4" no calibre 9×19mm Parabellum. Em 1915, da área total de 22.000 m2, 6.750 m2 já estavam em uso na produção e um novo modelo, o "Modell 6" (9mm Parabellum). Já em 1917, já contava com 500 homens e 750 máquinas e o "Modell 7" foi colocado em produção. Com o fim da guerra em 1918, a empresa passou por vários problemas, mas os superou, apesar de ter o número de funcionários reduzido a 350. Em 1920, o "Modell 8", o "Modell 9" e uma escopeta automática foram colocados em produção. Quando Fritz pensava seriamente sobre a continuidade da produção de armas, recebeu uma grande encomenda de pistolas de sinalização do Departamento de Defesa, tendo entregues milhares delas nos anos 1926/27. Mas foi apenas em 1929, que Fritz lançou o produto que o tornaria famoso: a "Walther PP" e dois anos depois a "Walther PPK". O enorme sucesso das pistolas "PP" na década de 1930, foi seguido pelo modelo "P38" para o Exército em 1938.

### A Segunda Guerra Mundial
Durante a Segunda Guerra, a fábrica se expandiu e produziu vários modelos em grande quantidade. O pico foi em 1945, quando com 2.500 empregados, produziram 25.000 unidades da "Gewehr 43" e da "Volkssturmgewehr", e a mesma quantidade de pistolas por mês. Depois da Guerra, Fritz e membros da família passaram três semanas num campo de prisioneiros americano. Depois de liberado, Fritz só conseguiu se recompor em 1947, quando tinha 22 empregados numa fábrica de calculadoras, só retornando ao mercado de armas em 1951, com uma pistola de ar comprimido. Já em outubro de 1952, uma empresa suíça produzia pistolas "PP" e "PPK" sob licença de suas patentes. Em 1953, Fritz já produzia partes das pistolas "PP" e "PPK" para a empresa francesa Manurhin, e em 1957, Fritz começou a entregar uma nova versão do modelo "P38" identificado como "P 1".

### Perda do controle
Com a morte de Fritz Walther em 1966 e sucessivas crises econômicas nas décadas de 1980 e 1990, a familia perdeu o controle da empresa, que em 1993 foi adquirida pela Umarex Sportwaffen GmbH & Co. KG.